# Топок
Топок (англ. Topock) — невключена територія в окрузі Могаве, штат Аризона, США.

## Клімат
Громада знаходиться у зоні, котра характеризується кліматом тропічних пустель. Найтепліший місяць — липень із середньою температурою 35.7 °C (96.3 °F). Найхолодніший місяць — січень, із середньою температурою 11.7 °С (53 °F).
| Клімат Топока           | Клімат Топока | Клімат Топока | Клімат Топока | Клімат Топока | Клімат Топока | Клімат Топока | Клімат Топока | Клімат Топока | Клімат Топока | Клімат Топока | Клімат Топока | Клімат Топока | Клімат Топока |
| Показник                | Січ.          | Лют.          | Бер.          | Квіт.         | Трав.         | Черв.         | Лип.          | Серп.         | Вер.          | Жовт.         | Лист.         | Груд.         | Рік           |
| Абсолютний максимум, °C | 29,4          | 33,3          | 37,2          | 41,1          | 46,1          | 49,4          | 51,7          | 49,4          | 48,9          | 42,8          | 33,3          | 28,3          | 51,7          |
| Середній максимум, °C   | 17,7          | 20,9          | 24,6          | 29,3          | 34,6          | 40            | 42,7          | 41,5          | 38,2          | 31,2          | 23,1          | 17,7          | 30,1          |
| Середня температура, °C | 11,7          | 14,3          | 17,3          | 21,7          | 26,9          | 32,2          | 35,7          | 34,6          | 30,8          | 23,8          | 16,4          | 11,7          | 23,1          |
| Середній мінімум, °C    | 5,6           | 7,6           | 10,1          | 14,2          | 19,3          | 24,4          | 28,7          | 27,6          | 23,3          | 16,4          | 9,8           | 5,7           | 16,1          |
| Абсолютний мінімум, °C  | −6,1          | −4,4          | −1,1          | 3,9           | 6,7           | 11,7          | 13,9          | 16,7          | 11,1          | 1,1           | −1,1          | −6,7          | −6,7          |
| Норма опадів, мм        | 17            | 14            | 13            | 6             | 2             | 1             | 8             | 16            | 10            | 7             | 9             | 11            | 114           |
| Днів з опадами          | 3             | 3             | 3             | 2             | 1             | 0             | 2             | 2             | 2             | 2             | 2             | 2             | 24            |
| ----------------------- | ------------- | ------------- | ------------- | ------------- | ------------- | ------------- | ------------- | ------------- | ------------- | ------------- | ------------- | ------------- | ------------- |
| Джерело: Weatherbase    |               |               |               |               |               |               |               |               |               |               |               |               |               |

## Демографія
У 2010 році на території мешкало 10 осіб (448 місце в штаті).
Середній вік жителів — 53 роки, з них:
- Чоловіків — 51.5 років;
- Жінок — 71.5 років.

Осіб віком до 18 років — 0.0 %;

Осіб віком понад 65 років — 20.0 %.

### Расова / етнічна приналежність (перепис 2010)
Білих — 10 (100,0 %)